# Alexandre Angélique de Talleyrand-Périgord
Alexandre Angélique de Talleyrand-Périgord (Paris, 18 de outubro de 1736 - Paris, 20 de outubro de 1821) foi um cardeal do século XIX

## Biografia
Nasceu em Paris em 18 de outubro de 1736. Quarto dos oito filhos de Daniel de Talleyrand-Périgord, marquês de Talleyrand, e sua segunda esposa, Marie-Elisabeth Chamillart de La Suze. Tio de Charles-Maurice de Tayllerand, bispo de Autun e ministro das Relações Exteriores.
Estudou no College de La Flèche , Paris; no Seminário Saint-Sulpice, Paris (graduação em teologia); e na Faculdade de Direito de Reims (licenciado in utroque iure , direito canônico e civil).
Ordenado, cerca de 1761. Vigário geral da diocese de Verdun, 1761-1766.
Eleito arcebispo titular de Trajanopolis e nomeado coadjutor de Reims, em 1º de dezembro de 1766. Consagrada, em 27 de dezembro de 1766, capela do Seminário de Saint-Sulpice, Paris, por Charles de la Roche-Aymon, arcebispo de Reims, assistido por Jean de Roquelaure, bispo de Senlis, e por Joseph de Malide, bispo de Avranches. Transferido para a sede metropolitana de Reims, em 27 de outubro de 1777. Membro das Assembléias do Clero ; de 1780 e 1788. Membro da Assembleia dos Notáveis de 1787. Deputado aos Estados Geraisde 1789. Não aceitou a Constituição Civil do Clero e exilou-se em Aachen, Weimar e finalmente em Braunschweig. Não renunciou ao governo pastoral de sua arquidiocese em 1801, segundo a concordata entre a França e a Santa Sé, mas o fez em 8 de novembro de 1816. O conde da Provença (futuro rei Luís XVIII) o nomeou seu representante na Polônia em 1803 e seu grand almoner em 1808. Durante os cem dias, 1814-1815, refugiou-se em Gent. Par do Reino da França, 1815. Participou das negociações para finalizar a Concordata de 1817 que restaurou a religião na França após a Revolução e a era napoleônica.
Criado cardeal sacerdote no consistório de 28 de julho de 1817; nunca recebeu o chapéu vermelho e o título. Transferido para a sé metropolitana de Paris em 1º de outubro de 1817.
Morreu em Paris em 20 de outubro de 1821. Exibido na catedral metropolitana de Notre Dame, Paris, e enterrado no coro da mesma catedral ao lado do túmulo de seu predecessor imediato, o cardeal Jean-Baptist de Belloy. Seu coração foi depositado na basílica de Saint-Remi, Reims.